# Дюнзен
Дюнзен (нім. Dünsen) — громада в Німеччині, розташована в землі Нижня Саксонія. Входить до складу району Ольденбург. Складова частина об'єднання громад Гарпштедт.
Площа — 10,85 км2. Населення становить 1149 ос. (станом на 31 грудня 2021).

## Галерея

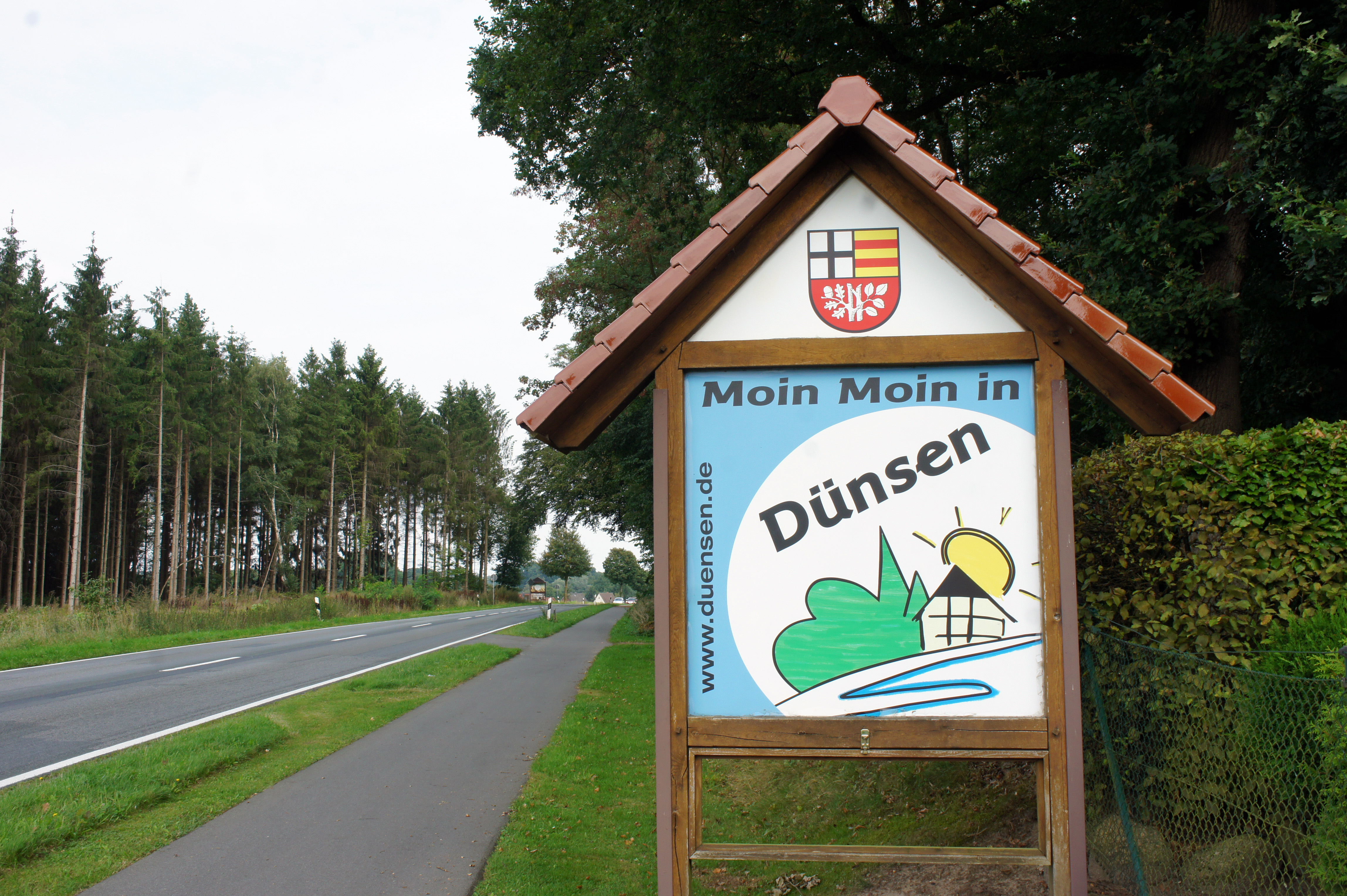
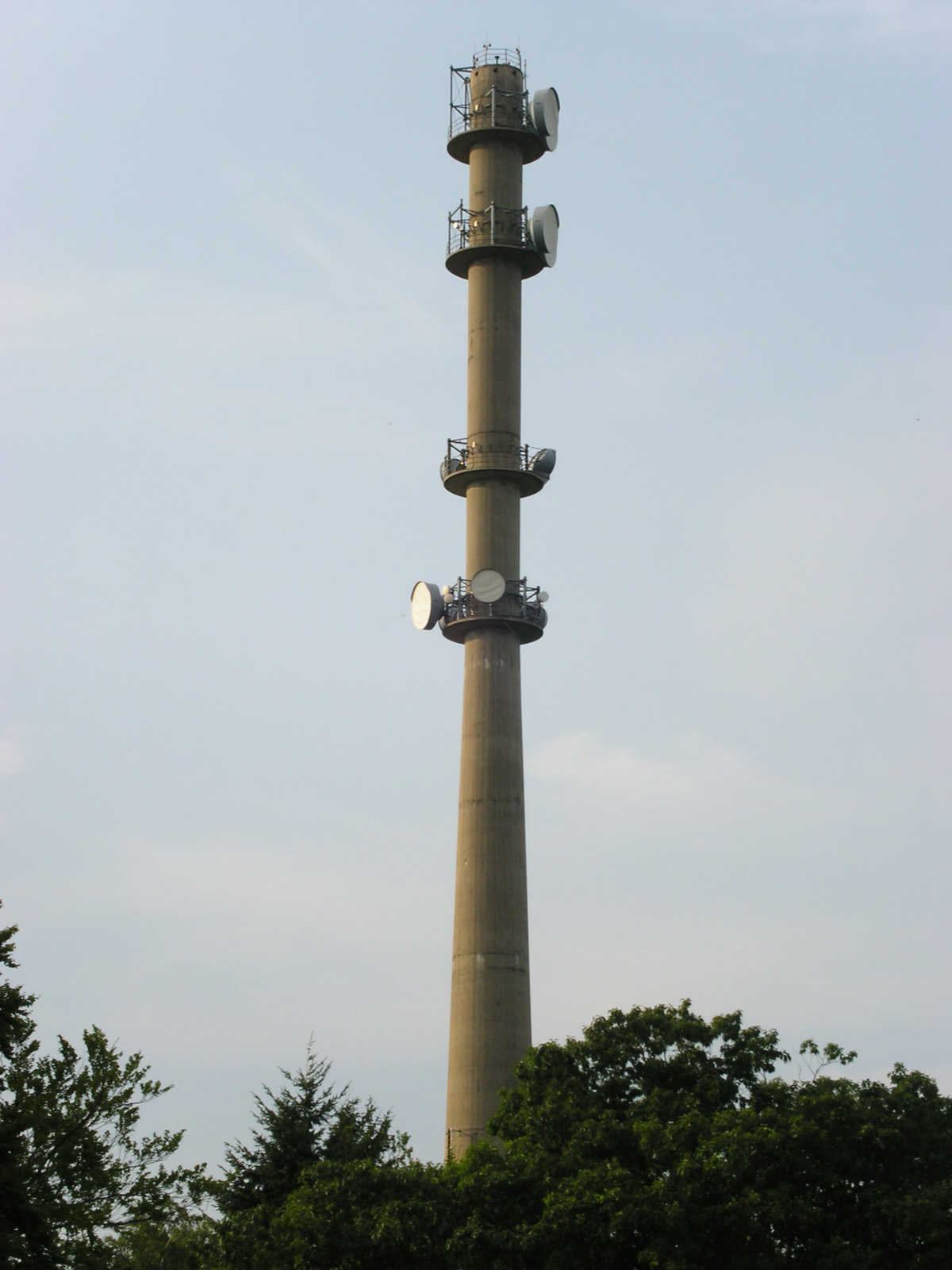
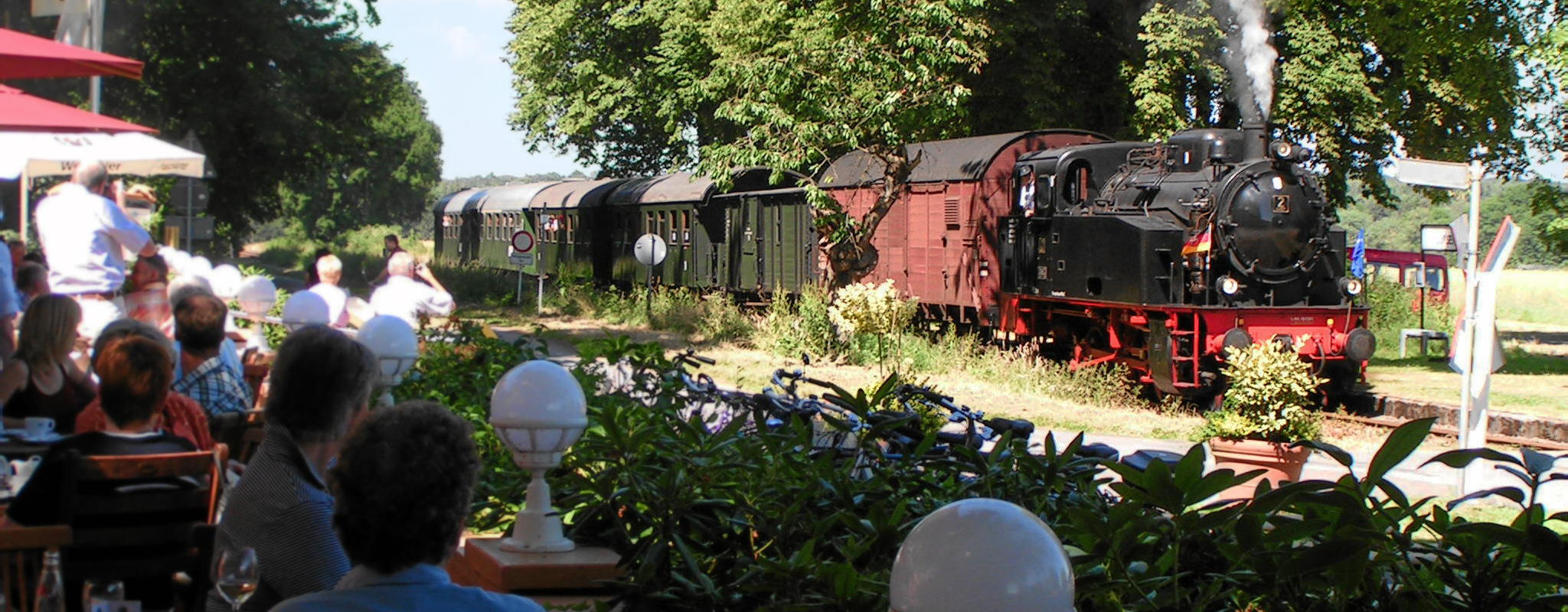